# Бариљево
Бариљево (алб. Barilevë) је насељено место у граду Приштини, на Косову и Метохији. Према попису из 2024. у насељу је живело 1.893 становника.

## Становништво
Према попису из 2011. године, Бариљево има следећи етнички састав становништва:
| Националност | 2011.          |
| Албанци      | 2.210 (99,91%) |
| Срби         | 1 (0,045%)     |
| остали       | 1 (0,045%)     |
| Укупно       | 2.212          |

| Демографија | Демографија | Демографија |
| Година      | Становника  | Становника  |
| ----------- | ----------- | ----------- |
| 1948.       | 802         |             |
| 1953.       | 921         |             |
| 1961.       | 1.056       |             |
| 1971.       | 1.374       |             |
| 1981.       | 1.780       |             |
| 1991.       | 2.070       |             |
| 2011.       | 2.212       |             |